# Gan Le'ummi ‘En ‘Avedat
Gan Le'ummi ‘En ‘Avedat (hebreiska: גן לאומי עין עבדת) är en nationalpark i Israel.   Den ligger i distriktet Södra distriktet, i den södra delen av landet. Gan Le'ummi ‘En ‘Avedat ligger 512 meter över havet.